# 高順
高 順（こう じゅん - 建安3年12月24日 (旧暦)癸酉（199年2月7日））は、中国後漢時代末期の武将。

## 正史における高順

### 事跡
呂布配下。高順に関する記述は、『後漢書』呂布伝・『三国志』呂布伝の他・両書の注に引く『英雄記』（魏の王粲等が編纂した『漢末英雄記』を指すと思われる）・『九州春秋』等に散見される。
建安元年（196年）6月、呂布が下邳を劉備から奪って間もなく、呂布軍の郝萌が反乱を起した（袁術と呂布軍の陳宮とが背後で画策したとされる）。この時、都督の高順は自らの兵営に呂布を匿うと、素早く郝萌の部隊に弓矢で一斉射撃を浴びせ、反乱を鎮圧した。郝萌は逃亡したが曹性に裏切られ、高順によって討ち取られた。
建安2年（197年）、開陽に駐屯中の臧覇が、琅邪国相の蕭建を撃ち破って莒を占領すると、このとき既に蕭建を味方に取り込んでいた呂布は、怒って臧覇を攻撃しようとした。高順は「董卓誅殺の威光を活かして周囲を帰服させるべきであり、軽々しく軍を動かして敗北すれば名声を損ないます」と呂布に進言した。呂布は聞き容れずに臧覇を攻撃したが、撃退されて下邳へ引き返した。結局、後に呂布と臧覇は和睦している。
建安3年（198年）春、呂布は袁術と誼を結び高順は中郎将として、北地太守張遼と共に劉備を攻撃し、9月には小沛城を攻め落して劉備の妻子を捕えた。さらに、劉備の救援に駆けつけた曹操軍の夏侯惇とも戦い、撃破した。
しかしこうした高順の奮戦も虚しく、曹操自らが東征の軍を催すと呂布は三戦三敗して下邳城内に追い詰められ、同年12月に敗れた。高順は呂布・陳宮と共に捕らえられ、曹操の命令で絞首に処せられた。その首級は、許の市場で梟首された後に埋葬されている。

### 人物像
高順の人となりは清廉潔白で威厳があり、寡黙で一切酒を飲まず、また贈り物を受け取らなかった。部下は700人だったが、敢えて千人と号し、鎧兜や武具はいずれも精錬されていた。攻撃した敵を必ず打ち破る猛将だったため、高順の部隊は「陥陣営」という異名をとった。
高順は主君たる呂布への忠誠心が厚く、臧覇討伐時の例のように、呂布に対して何度か諫言したという。呂布も高順の武勇や忠誠心は認めていたが、次第に高順を疎んじるようになり、また郝萌の反乱後はその傾向がさらに強まった。呂布は魏続と縁戚関係にあったことから、高順が指揮していた兵を全て奪い取って魏続に与え、戦争が起きてからわざわざ高順に魏続配下の兵を指揮させた。しかし高順は終生恨みを抱かなかったという。
一方、陳宮と仲が悪かった。下邳城攻防戦において、呂布は陳宮と高順に城を固めさせ、自ら兵を率いて曹操の糧道を断とうとしたが、妻から高順と陳宮の不和を指摘され、出撃を断念している。

## 物語中の高順
小説『三国志演義』では、呂布が曹操から兗州を奪う場面で初登場する（なお、高順は八健将の一員ではない）。濮陽での曹操軍との最初の戦いでは、曹操をあと一歩のところまで追い詰めるが、曹操軍の典韋に撃退される。その後、曹操の反撃で呂布が兗州から追われた際には、呂布の家族を護衛している。
呂布が劉備から徐州を奪うと、高順は呂布の命令で袁術と対峙する劉備軍に背後から迫り、これを敗走させる。高順は袁術軍の紀霊に対し、袁術が呂布に約束していた兵糧を要求したが、その場では受け取れていない。袁術が呂布を攻撃してきた際には、高順は袁術軍の橋蕤に対処し、これを撃破している。
沛における夏侯惇との一騎討ちでは、数十合打ち合うものの敵わずに逃走し、曹性が夏侯惇の目を射たことによって窮地を逃れている。その後、軍を返して夏侯惇を撃破している。
最後は下邳で呂布と共に捕らえられ、一切の抵抗や命乞いもせず呂布に殉じ、斬首されている。

## 関連人物
- 呂布
- 陳宮